# إراتوستينس
كان إراتوستينيس القوريني (باليونانية: Ερατοσθένης) (276 ق.م – 195/194 ق.م تقريبًا) موسوعيًا إغريقيًا: رياضي وجغرافي وشاعر وعالم فلك ومنظّر موسيقي. كان رجلًا متعلمًا، ولد وتعلم في قورينا، وصار كبير أمناء مكتبة الإسكندرية. يشبه عمله ما يُعرف الآن بدراسة الجغرافيا، وقد قدّم بعض المصطلحات التي ما زالت مستخدمة اليوم.
اشتُهر بكونه أول شخصٍ يحسب محيط الأرض، الأمر الذي فعله باستخدام نتائج المسح الشامل التي تمكن من الوصول إليها بموجب منصبه في المكتبة، وكان حسابه دقيقًا على نحو ملفت للنظر. كان أيضًا أول من حسب ميل الأرض المحوري، والذي تبين أيضًا أنه دقيق للغاية. ابتكر أول إسقاط عالمي للعالم، متضمنًا دوائر العرض وخطوط الطول بناء على المعرفة الجغرافية المتاحة في عصره.
كان إراتوستينيس مؤسس علم التسلسل الزمني، وسعى إلى مراجعة تواريخ الأحداث الرئيسة لحرب طروادة شبه الإسطورية، وأرجع تاريخ نهب طروادة إلى عام 1183 ق.م. في نظرية الأعداد، قدم غربال إراتوستينيس، وهي طريقة فعالة لتحديد الأعداد الأولية.
كان شخصية مؤثرة في العديد من الميادين. وفقًا لبند في سودا (موسوعة ترجع إلى القرن العاشر)، فقد احتقره منتقدوه، وسموه بيتا (الحرف الثاني من الأبجدية اليونانية) لأنه دائمًا ما كان يحتل المرتبة الثانية في كل مساعيه. بالرغم من ذلك، فقد لقبه محبوه ببينتاثلوس تيمنًا بالأولميين الاثني عشر الذين كانوا منافسين ذوي خبرات جمة، ذلك أنه أثبت نفسه ضليعًا في كل مجالات التعلُم. كان إراتوستينيس تواقًا لفهم كل تعقيدات العالم بأسره.

## حياته
وُلد إراتوستينيس ابن أغالوس في عام 276 في قورينا. أُسست قورينا –وهي اليوم جزء من ليبيا المعاصرة- على أيدي اليونانيين قبل قرون وصارت عاصمة بينتابوليس (شمال أفريقيا)، وهي بلاد ذات خمس مدن: قورينا وتوكرة وبيرينيس وبتوليمايس وأبولونيا. فتح الاسكندر الأكبر قورينا في عام 332 ق.م، وعقب وفاته في 323 ق.م، سُلم حُكمها لواحد من جنرالاته، وهو بطليموس الأول سوتير، مؤسس المملكة البطلمية. ازدهر الاقتصاد في إبان الحكم البطلمي، وكان قائمًا في معظمه على صادرات الخيول والسلفيوم، وهي نبتة استُخدمت لتتبيل الطعام الفاخر والطب. صارت قورينا مركزًا ثقافيًا ازدهرت فيه المعرفة. مثل أي يوناني شاب في ذلك الوقت، درس إراتوستينيس في الجيمناسيون المحلي، حيث تعلم المهارات الفيزيائية والخطاب الاجتماعي بالإضافة إلى القراءة والكتابة والحساب والشعر والموسيقى.
ذهب إراتوستينيس إلى أثينا ليوسع دراساته. عُلم هناك الرواقية على يد مؤسسها زينون السيشومي، في محاضرات فلسفية حول عيش حياة فاضلة. درس بعد ذلك تحت إشراف أرسطو الخيوسي، الذي أدار مدرسة فلسفية ذات ميلٍ كلبيّ أوضح. درس أيضًا تحت إشراف رئيس الأكاديمة الأفلاطونية، والذي كان أركسيلاوس البيتانيّ. قاده اهتمامه بأفلاطون إلى كتابة أول أعماله على مستوًى أكاديمي، وهو بلاتونيكوس، الذي يتحرّى الأساس الرياضي لفلسفات أفلاطون. كان إراتوستينيس رجلًا متعدد الآفاق وحقق في فن الشعر تحت إشراف كاليماخوس. كتب قصائدًا: واحدة على النظام سداسي التفاعيل اسمها هيرميس، توضح تاريخ حياة الإله، وأخرى في الشعر الرثائي اسمها إريغوني، تصف انتحار العذراء الأثينية إريغوني (ابنة إيكاريوس). كتب الكرونوغرافيس، وهو كتاب يبيّن علميًا تواريخًا مهمة، بدءًا من حرب طروادة. تلقى هذا العمل تقديرً عاليًا لدقته. تمكن جورج سينكيلوس لاحقًا من الاحتفاظ بقائمة تضم 38 من ملوك طيبة المصرية من الكرونوغرافيس. كتب إراتوستينيس أيضًا أوليمبيك فيكتورز، وهو تسلسل زمني للفائزين في الألعاب الأولمبية. ليس معروفًا تاريخ كتابته أعماله، لكنها سلطت الضوء على قدراته.

## قياسه لمحيط الأرض
قام إراتوستينس بدحض نظرية الأرض المسطحة، وقد دفعه إلى ذلك قراءته في كتاب عن أن القضبان العمودية لمعبد في جنوب أسوان لا تلقي ظلالاً وذلك في ظهيرة يوم 21 يونيو ذلك أن ظلال المعبد تقصر شيئاً فشيئاً كلما اقترب الوقت من منتصف النهار إلى أن تختفي نهائياً عند منتصف النهار. ولكنه دفعه ذلك إلى القيام بتجربة لمعرفة فيما إذا كانت القضبان العمودية في الإسكندرية تلقي ظلالاً في الوقت والتاريخ ذاته (21 يونيو) واكتشف أنها تلقي ظلالاً خلافاً لما هو عليه الأمر في أسوان.
وقد قادته هذه التجربة إلى استنتاج كروية الأرض، فلو كانت الأرض مسطحة فإن أشعة الشمس سوف تجعل الأعمدة في أسوان والإسكندرية تلقي الظلال ذاتها وإن اختلاف الظلال لا يمكن تفسيره إلا بكون الأرض محدبة بحيث تصنع أشعة الشمس زاوية مختلفة مع الأعمدة الموجودة في أسوان عن تلك الموجودة في الإسكندرية. واستنتج إراتوستينس أن الزاوية بين أسوان والإسكندرية مقدارها 7 درجات على امتداد سطح الأرض (أي إذا رسمنا خطاً مستقيماً من الإسكندرية إلى مركز الأرض وآخر من أسوان إلى مركز الأرض فإن الزاوية بين الخطين مقدارها 7 درجات) وهي تشكل نحو جزء من خمسين من محيط الأرض المساوي 360 درجة. وقد عرف إيراتوستينس أن المسافة بين أسوان والإسكندرية مقدارها 800 كيلومتر لأنه وظف رجلاً كي يقيس هذه المسافة بالخطوات، وإذا ضربنا الرقم 800 بالرقم 50 نحصل على 40 ألف كيلومتر وهو محيط الكرة الأرضية، وعلى الرغم من أن إراتوستينس لم يمتلك سوى أدوات بسيطة فقد تمكن من خلال الملاحظة والتجربة من التوصل إلى قياس دقيق لمحيط الكرة الأرضية بخطأ لا يزيد إلا أجزاء قليلة بالمئة، حيث استطاع قياس هذا المحيط «بمقدار 252 استاديا، أي بقطر 7850 ميلاً، وهو ما لا يختلف عن قطرها الصحيح إلا بمقدار 50 ميلاً».
مما يجعله إنجازاً ملحوظاً قبل ألفين ومئتي سنة.

## وصلات خارجية
- إراتوستينس على موقع الموسوعة البريطانية (الإنجليزية)
- إراتوستينس على موقع الموسوعة البريطانية (الإنجليزية)
- إراتوستينس على موقع إن إن دي بي (الإنجليزية)